# Кольман, Карл Карлович
Карл Карлович Кольман (1835—1889) — русский архитектор немецкого происхождения, академик и профессор Императорской Академии художеств.

## Биография
Сын художника К. И. Кольмана и брат архитектора А. К. Кольмана.
Получил образование в Императорской Академии художеств (с 1840), где его главными наставниками были А. П. Брюллов и К. А. Тон. В течение учёбы получал награды Академии художеств: малая серебряная медаль (1851) за «проект купальни», большая серебряная (1853) за «проект загородного манежа», малая золотая (1854) за «проект публичной библиотеки». Выпущен из Академии художеств (1857) со званием художника XIV класса и большой золотой медалью, присуждённой ему за «проект театрального училища и публичного театра при нём».

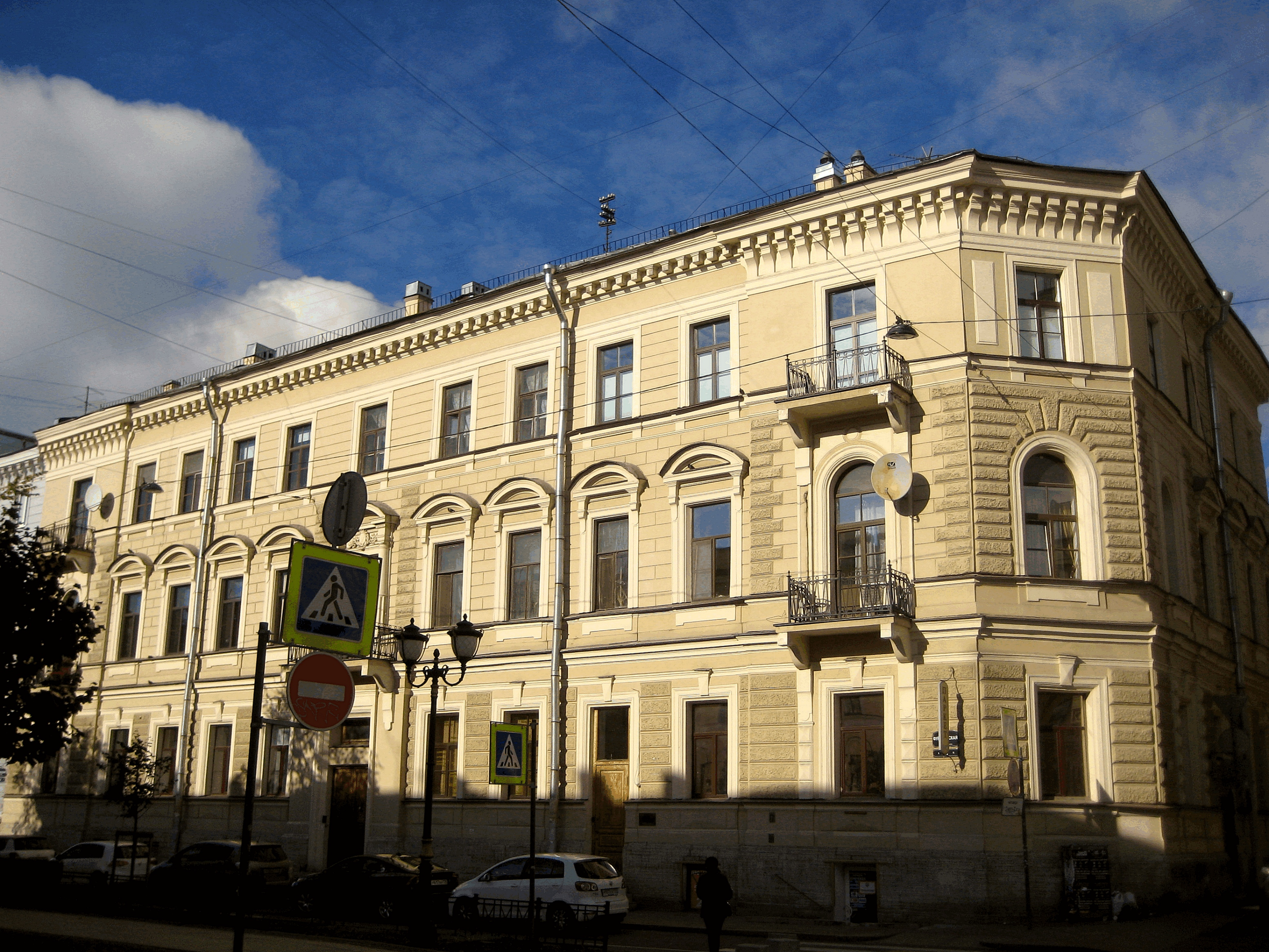
Доходный дом В. П. Орлова-Давыдова. Фурштатская улица, 10 (1865)

Отправлен в качестве пенсионера Академии за границу (1858) на 6 лет для дальнейшего усовершенствования. Посетил Морею, Хиос, Иерусалим, Смирну и другие места Востока, повсюду изучая сохранившиеся памятники древнегреческого зодчества и исполняя акварельные виды особенно любопытных зданий. В это время, сопровождал великого князя Константина Николаевича в его плавании по Средиземному морю и составил обширный альбом рисунков, сделавшийся потом собственностью его высочества. После того, проведя некоторое время в Париже и др. местах Франции, путешествовал по Англии, Италии и Испании. В последней из этих стран изучал в особенности древний замок мавританских царей, Альгамбру. Рисунки по реставрации этого памятника арабской архитектуры принесли ему золотую медаль на парижской всемирной выставке (1863). По возвращении Кольмана в Россию (1864) ему было присвоено звание академика. Наиболее важные из числа рисунков были приобретены академией художеств для её музея. Кроме этих рисунков, Кольман привёз из своего путешествия массу других акварелей, разошедшихся по рукам любителей искусства, высоко их оценивших, как произведения, в своем роде образцовые.
Архитектурная деятельность Кольмана, по возвращении его в Санкт-Петербург, состояла в сочинении проектов и производстве различных построек для частных лиц, а также в исполнении обязанностей по службе сперва в техническо-строительном комитете министерства внутренних дел, а потом в таком же комитете при 2-м и 3-м отделениях Собственной канцелярии Его Величества. За проект павильона Санкт-Петербурга для всемирной выставки Академия художеств возвела его в звание профессора 1-й степени (1866). Действительный член Петербургского общества архитекторов. В художественной среде пользовался известностью как художник, обладавший тонким вкусом и глубоко знающим различные архитектурные стили.
Умер 7 (19) октября 1889 года в чине действительного статского советника. Похоронен на Новодевичьем кладбище.
Его дочь Людмила 28 апреля 1893 года вышла замуж за Евгения Антоновича Евдокимова; у них родились дочь Людмила (19.02.1899) и братья-близнецы Борис и Глеб (08.04.1901).

## Проекты и постройки

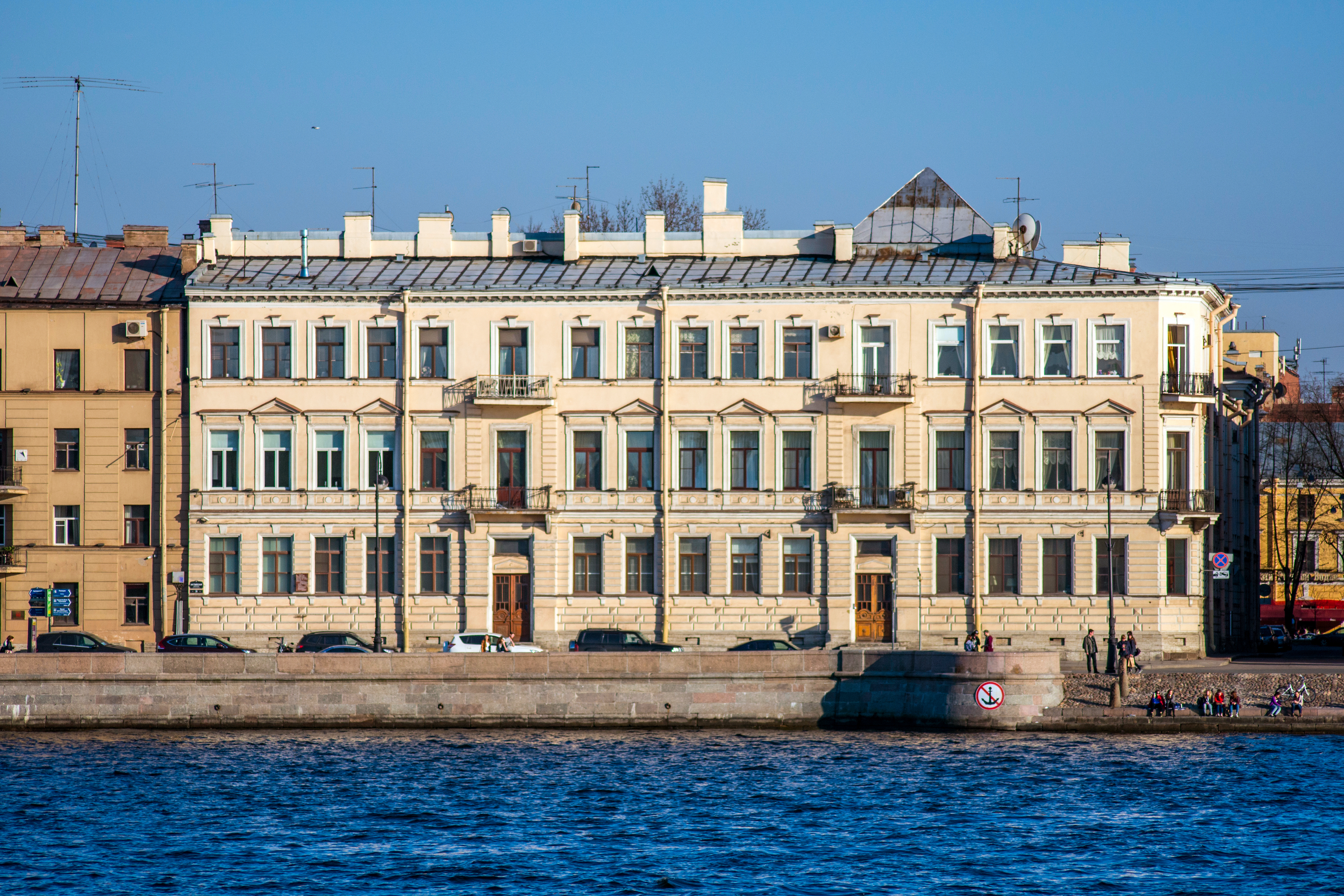
Дом В. П. Орлова-Давыдова.
Английская набережная, 20 (1866)

- Особняк и экипажная фабрика И. Б. Шобера (надстройка 2-го эт. и отделка фасада). Улица Чайковского, 43 (1861)[4];
- Доходный дом В. П. Орлова-Давыдова. Фурштатская улица, 10 — Друскеникский переулок, 1х (1865)[5][6];
- Дом В. П. Орлова-Давыдова (перестройка). Галерная улица, 19 — Английская набережная, 20 — Замятин переулок, 2 (1866)[7][8];
- Флигели при особняке В. П. Орлова-Давыдова – левая часть. Улица Чайковского, 27 – Друскеникский переулок, 5 (1867)[9];
- Доходный дом Д. Е. Бенардаки – левая часть. Казначейская улица, 4 (1867)[10];
- Доходный дом К. К. Кольмана. Улица Достоевского, 4 (1867, 1871)[11];
- Особняк 3. А. Хитрово (изменение фасада, расширение). Фурштатская улица, 32 (1871—1873; надстроен)[12].